# Tin Toy
 (juillet 2025).
Pour plus de détails, voir Fiche technique et Distribution.
Tin Toy est un court métrage d'animation américain des studios Pixar réalisé par John Lasseter en 1988.

## Synopsis
Le film se déroule dans une pièce où se trouvent un petit jouet homme-orchestre en fer-blanc et un bébé. Dans un premier temps le petit jouet se réjouit à la perspective de divertir le bébé jusqu'à ce qu'il assiste au traitement cruel subi par d'autres jouets. Fuyant alors sous le canapé, le petit jouet découvre des dizaines d'autres jouets qui sont terrifiés à l'idée de sortir. Mais alors, le bébé tombe sur le plancher et se met à pleurer. Le petit jouet a honte de lui-même, et décide qu'il doit l'aider. Ses pitreries réussissent à remonter le moral du bébé. Mais ce dernier le ramasse et le secoue violemment avant de le jeter. Une fois lâché, le petit jouet voit que le bébé l'a oublié et joue avec la boite en carton qui le contenait. Le bébé s'éloigne avec un sac sur la tête, errant autour de la salle avec le petit jouet. À la fin du générique, le bébé et le petit jouet sortent par la porte de la chambre et quelques autres jouets sortent pour courir à travers la pièce.

## Fiche technique
- Titre : Tin Toy
- Réalise par : John Lasseter
- Scénario : John Lasseter
- Production : Pixar Animation Studios
- Format : couleurs
- Durée : 5 minutes

## Distinctions
- Oscar du meilleur court métrage d'animation 1989

## Anecdotes
- Pixar a fait un autre court-métrage avec un homme-orchestre (ou plutôt deux) dans le rôle principal, L'Homme-orchestre.
- Le film Toy Story est directement inspiré de ce court-métrage. À l'origine, Tinny devait être le personnage principal de Toy Story.
- Le personnage fait un caméo dans Toy Story 4[1].